# Raniero d'Elci
Raniero d'Elci (Florencia, 7 de marzo de 1670-Roma, 22 de junio de 1761), fue un religioso y sacerdote católico italiano. Llegó a ser cardenal de la Iglesia Católica, y Decano del Colegio Cardenalicio en el período 1756-1761. 
Provenía de una noble familia florentina y de abolengo dentro de la Iglesia. Fue miembro de la prestigiosa familia lombarda de los Pannocchieschi, que debían el nombre del castillo familiar. 
Participó y fue votado en el Cónclave de 1758.

## Biografía
Rainiero nació en Florencia, el 7 de marzo de 1670. Era hijo del Marqués de Monticiano, Felipe d'Elci y de Francisca Torrigani. Era biznieto del cardenal Escipión Pannocchieschi d'Elci, nieto del arzobispo Francisco Pannocchieschi.
Su sobrinó Francisco d'Elci se convirtió luego en cardenal.
Se graduó a los 25 años de la Universidad de Pisa, in Utroque Iure , en 1695.
A su muerte, su cuerpo fue enterrado en la capilla familiar de la Basílica de Santa Sabina en Roma.
- Datos: Q1936673
- Multimedia: Raniero d’Elci / Q1936673